# Grecco
Grecco  è una città dell'Uruguay, situata ad est del dipartimento di Río Negro. Si trova a 112 metri sul livello del mare. Ha una popolazione di circa 700 abitanti.

## Storia
I primi ad arrivare nell'area sulle rive del torrente Las Flores furono nel 1870 i fratelli italiani Natale e Giovanni Grecco. Il primo tornò in patria nel 1872, Giovanni invece acquistò 400 ettari nella zona e costruì la sua casa e un grande magazzino. Qualche tempo dopo divise le sue terre e le distribuì tra i suoi dieci figli. Prima del 1930, diverse famiglie si stabilirono a Grecco, il che portò all'installazione di una stazione di polizia e di una scuola. La prima suddivisione delle proprietà di Grecco risale al 20 gennaio 1930.
Il 17 novembre 1964, con la legge 13.299, Grecco fu ufficialmente elevata alla categoria della città. 

## Economia
L'economia di Grecco è agricolo-forestale.